# Nobody Home
«Nobody Home» (de l'anglès, "Ningú a casa") és una cançó del grup britànic de rock progressiu Pink Floyd, que apareix en el seu àlbum The Wall del 1979, sent la setzena cançó del mateix. Va ser l'última cançó composta per a l'àlbum abans del seu enregistrament.

## Composició
La cançó està en fa major i en tres temps (3/4).
Comença amb un extret d'una sèria de televisió i llavors el piano comença a sonar, seguit de la veu de Roger Waters. De sobte, instruments de corda i de metall sonen i segueixen presents fins a la fi de la cançó.

## Lletra
A aquesta cançó, Pink, el personatge principal de l'àlbum, descriu la seva vida solitària darrere del seu mur ("wall"). No té ningú amb qui parlar, i les úniques coses que hi ha són els seus béns. La cançó conté algunes referències a la seva relació fallida amb la seva dona adúltera.

La majoria de la lletra parla sobre Syd Barrett, l'antic líder i guitarrista del grup — per exemple la frase "I've got the obligatory Hendrix perm" —, que fa referència als cabells que portava Barrett a finals dels anys 60, Roger Waters ha explicat a una entrevista:
| «               | Aquí hi ha algunes línies que es remunten a l’època amb Syd [Barrett]. Una part es refereix a persones que coneixia. Syd va ser l'única persona que es va lligar les sabates amb una goma, d'aquí ve la línia de la cançó. Per a la permanent obligatòria de Hendrix, retrocedeix deu anys enrere i entendràs de què es tracta. | » |
| — Roger Waters, | |   |

Una petita referència a Richard Wright i a la seva dependència a la cocaïna a finals dels anys 70 és mencionada a les línies:
| « | I've got nicotine stains on my fingers I've got a silver spoon on a chain Got a grand piano to prop up my mortal remains. | » |

## Personal
- David Gilmour: Baix
- Roger Waters: Veu, VCS 3
- Richard Wright: Sintetitzador
- Bob Ezrin: Piano
- New York Orchestraː Instruments de corda i de metall